# Pied-de-Borne
Pied-de-Borne là một xã ở tỉnh Lozère trong vùng Occitanie, phía nam nước Pháp. Khu vực này có độ cao trung bình 450 mét trên mực nước biển.
Sông Chassezac chảy qua thị trấn.